# ヴラニェ
ヴラニェ（セルビア語: Vranje/Врање）は、セルビア南部の都市及び基礎自治体で、プチニャ郡の行政的な中心都市である。人口は2011年現在市街地で54,456人、基礎自治体全体で82,782人である。

## 歴史
古代、今日のヴラニェ周辺にはトラキア人の様々な部族が住んでおり、プチニャ郡内には同様にトラキア人の部族であるアグリアネス (en) (パエオニア族)が住んでいた。ローマ人がこの地にやって来たのは紀元前2世紀から1世紀頃とされる。ローマ人が築いた要塞はその後、539年から544年頃のフン族の襲来によって廃れてしまった。これら地域にはカレ、ヴラニスカ・バニャ、グラディシュテなどが含まれる。ヴラニュの地名は古いセルビアの言葉で黒を意味するヴラン ("vran") に由来するとされ、東ローマ帝国コムネノス王朝初代皇帝であるアレクシオス1世コムネノスの娘で王妃で歴史家でもあるアンナ・コムネナの著書アレクシアド (en) に著されている。ブルガリアの支配を経て1207年にセルビア王国ステファン・ネマニッチの統治となる。1455年、オスマン帝国の支配下に入りニシュ・サンジャクの一部となった。その後一時期、1688年から1692年にかけてオーストリアによる支配となってヴラニェはフォン・ラーム家が統治するが、1878年までオスマンの支配が続き、セルビア王国の統治となる。第一次世界大戦時の1915年にはヴラニェ近辺はオヴチェポリェの戦い (en) などセルビアとブルガリアとの戦いの最前線となった。

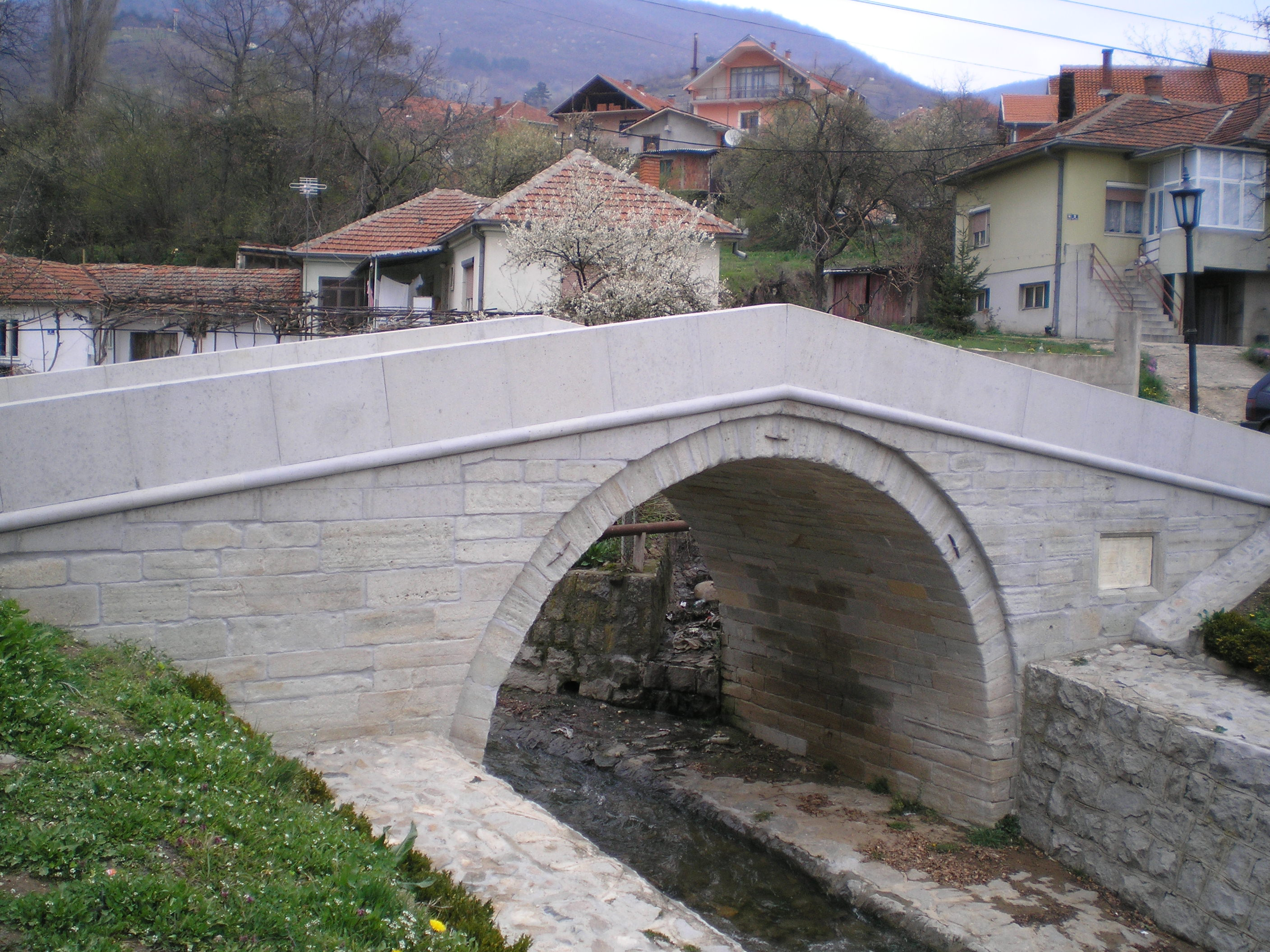
白橋（Бели Мост/Beli most）

## 文化
オスマン時代、ヴラニェは重要な交易の場であった。ベリ・モスト（白橋）（Бели Мост/Beli most）は町のシンボルでムスリムの少女アイシャ(Ajša)とキリスト教徒の羊飼い少年ストイアン(Stojan)の叶わぬ恋話しの伝説からモスト・リュバヴィ（愛の橋）（мост љубави/most ljubavi）と呼ばれている。11世紀以来のマルコヴォ要塞が町の北部にあり、町には伝統的なバルカンやオスマンの建築物が残されている。

## スポーツ
- FKディナモ・ヴラニェ - サッカークラブ

## 人口
1990年代終盤、ヴラニェはコソボ紛争等の影響からコソボやメトヒヤ周辺部からセルビア人の避難民が流入した。NATO軍のアライド・フォース作戦も大きな流入の波となった。
- 人口推移
- 1093: 3,900 ( アンナ・コムネナの著書による)
- 1386: 5,800
- 1800: 10,654
- 1878: 15,875
- 1900: 27,586
- 1905: 34,110
- 1910: 39,487
- 1921: 43,221
- 1931: 48,817
- 1941: 53,000 (推計)
- 1948: 32,472
- 1953: 49,690
- 1961: 54,261
- 1971: 65,959
- 1981: 76,094
- 1991: 85,122
- 2002: 94,052
- 2011: 82,782